# Osotsapastadion
Osotsapa Stadium is een veelzijdig gebruikt stadion in Bangkok, Thailand. Het wordt voornamelijk gebruikt voor
voetbalwedstrijden en is de thuisbasis van FC Osotsapa. Het stadion biedt ruimte voor 3.000 mensen.